# Påboda
Påboda är en ort i Söderåkra socken i Torsås kommun. Från 2000 till 2005 avgränsade SCB bebyggelsen i norra delen av Påboda till en småort. Från 2015 till 2023  avgränsade här åter en småort.
Riksdagsmannen och jordbruksministern Alfred Petersson var hemmahörande i Påboda.